# Szkiffek (Caillebotte-kép)
A Szkiffek Gustave Caillebotte festménye, amely a washingtoni National Gallery of Art gyűjteményének része.

## Keletkezése
1877–1878-ban Caillebotte számos festményt készített a természetben, elsősorban vízparti környezetben. Családjának a Párizshoz közeli Yerresben volt birtoka, amely az azonos nevű folyó partján fekszik. Caillebotte rendszeresen evezett, és sorozatának egyik kedvenc témájává a csónakok, hajósok váltak. Az impresszionisták negyedik, 1879-es kiállítására beküldött 35 képének jelentős részét ezek a festmények tették ki.
A kiállításon mutatta be Caillebotte a Szkiffeket is, amelyen a címadó egyszemélyes, lapos fenekű, kajakszerű hajók láthatók. Caillebotte „átvette Monet rövid, megtört ecsetvonásait és Renoir merész palettáját, de teljesen más hatást ért el: az evezősök a mozgás érzetét keltik, ahogy keresztbe-kasul cikk-cakkoznak a vásznon bátor, rézsútos ritmusban”.
A vászonra festett olajkép 88,9 × 116,2 centiméteres, kerettel együtt 118,7 × 146 × 11,4 centiméteres. Az alkotás 1966-ig Caillebotte örököseinek tulajdonában volt, akik egy New York-i műkereskedő cégnek adták el, akik még abban az évben továbbértékesítették Paul Mellonnak és feleségének. A műgyűjtőpár 1985-ben adományozta a festményt a washingtoni szépművészeti intézménynek.